# BTS Skytrain (система метро, Бангкок)

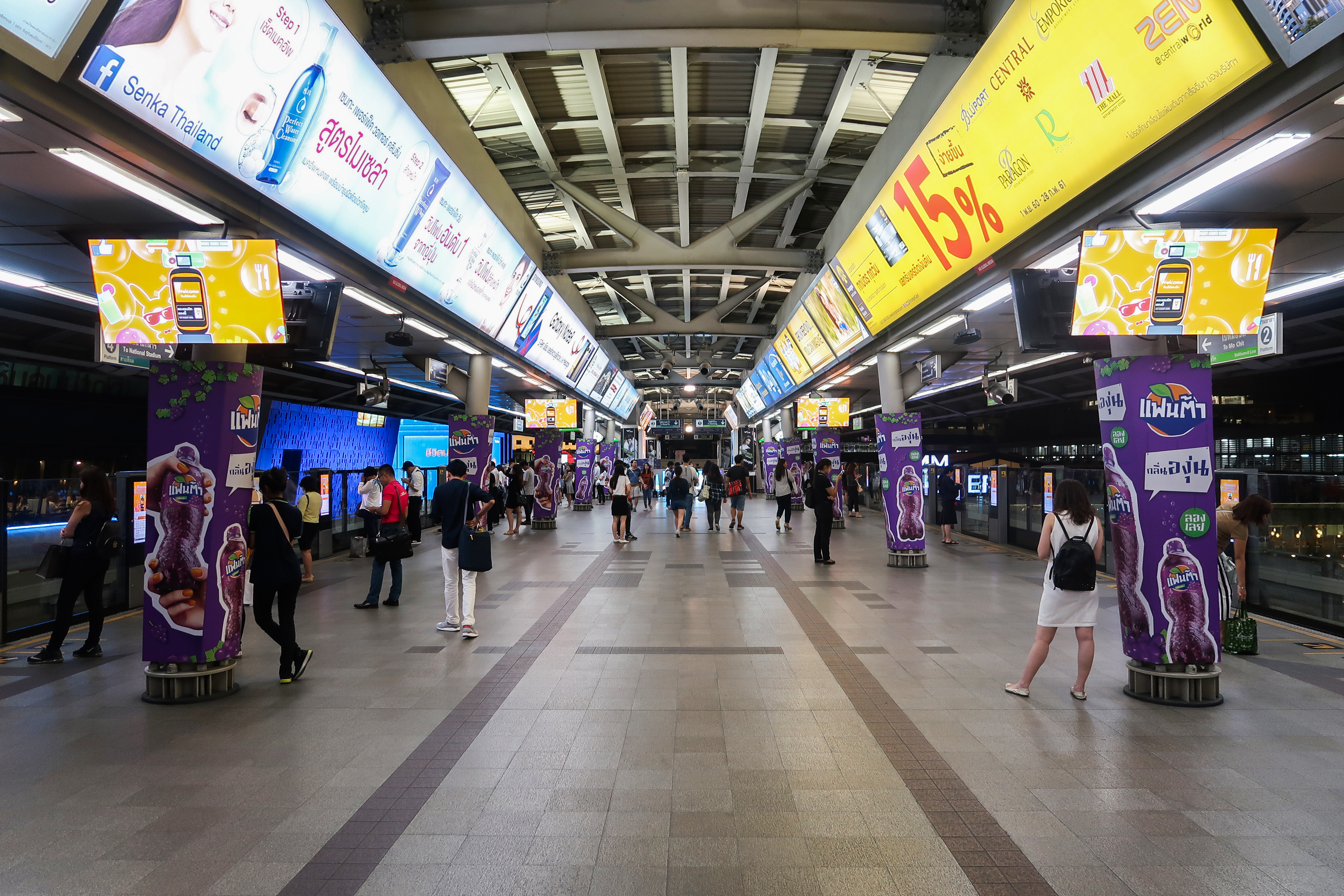
Автоматические платформенные ворота на пересадочной станции «Саям», для поездов, следующих к станции «Национальный стадион» на линии Силом и к станции «Мочит» линии Сукхумвит

Первой открывшейся в Бангкоке системой метрополитена стала надземная система, носящая формальное название Надземной железной дороги в честь 6-го завершающего цикл дня рождения Его Величества Короля (тайск. รถไฟฟ้าเฉลิมพระเกียรติ 6 รอบพระชนมพรรษา), так как открыта она была 5 декабря 1999 года, в день 72-летия короля Пумипона Адульядета. В повседневной жизни для обозначения этой системы используется английская аббревиатура BTS («Би-ти-эс», от англ. Bangkok Mass Transit System — бангкокская система общественного транспорта, тайск. รถไฟฟ้า บีทีเอส, или просто บีทีเอส, «би-тхи-эт»), а также английское название SkyTrain («Скайтрейн», дословно «небесный поезд»).

## История

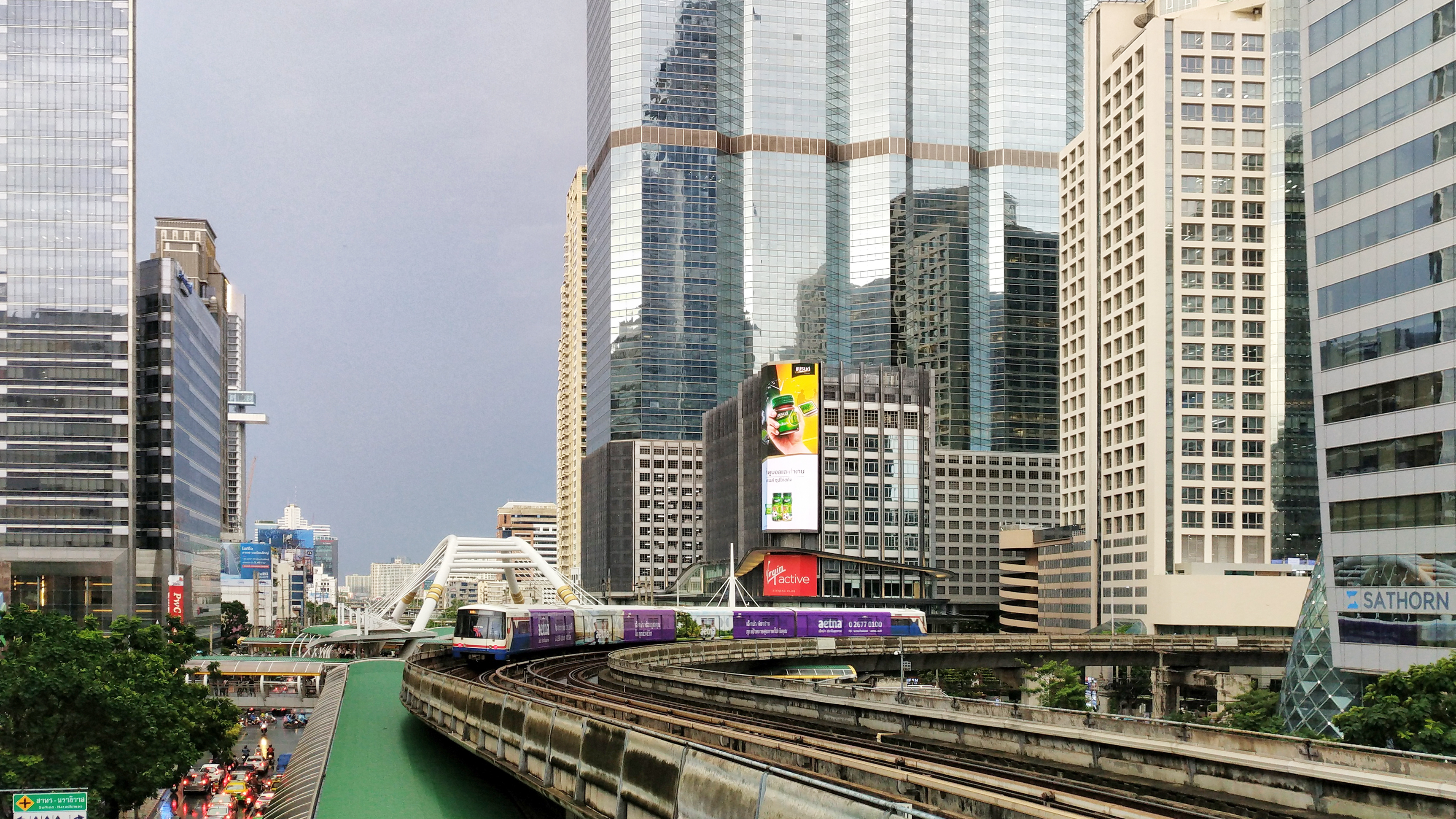

### «Лавалин Скайтрейн»
В первоначальных проектах система метрополитена именовалась «Лавалин Скайтрейн» (Lavalin Skytrain), так как предполагалось использование концепции и технологии, разработанной канадской фирмой СНС-Лавалин (SNC-Lavalin) и уже опробованной на Ванкуверском метрополитене. По политическим соображениям, однако, концессия компании Лавалин была отозвана в 1992 году. Из-за остроты проблем с движением в Бангкоке правительство Таиланда сосредоточило усилия на наращивании автодорожной и автострадной инфраструктуры. Однако предпринятые меры не принесли ожидаемого эффекта из-за резкого роста числа автомобилей. Позднее линии, задуманные в рамках проекта «Скайтрейн», были взяты за основу для планирования сети скоростного рельсового транспорта в Бангкоке, однако большая часть линий теперь запланирована в подземном исполнении.
В начале 1990-х годов под проект «Лавалин Скайтрейн» был сделан задел в виде опор на двух мостах, пересекающих реку Чаупхрая (Менам). Задел на мосту Таксин задействован открывшимся в 2009 году продлением линии Силом в Тхонбури. Задел на мосту Пхрапокклао пока не используется, но запланирован к использованию будущими линиями метро.

### Проектирование
После того, как стало ясно, что проект «Лавалин Скайтрейн» не будет реализован, местные политики постарались найти нового инвестора для сооружения линии по улицам Силом и Сукхумвит. Была основана "Корпорация Систем Бангкокского Массового Транспорта" (Би-ти-эс-си, англ. Bangkok Transit System Corporation, BTSC, тайск. บริษัท ระบบขนส่งมวลชนกรุงเทพ จำกัด (มหาชน) или บีทีเอสซี, «би-тхи-эт-си»), которая успешно провела финансирование проекта и подняла его до уровня полноценной системы скоростного транспорта. Поставщиком подвижного состава была выбрана компания Siemens, а строительством сооружений занимался местный подрядчик, "Итальяно-тайская компания развития" (англ. Italian Thai Development, тайск. บริษัท อิตาเลียนไทย จำกัด (ไอทีดี)).

### Происхождение названия
Название «Скайтрейн» (англ. Skytrain, дословно «небесный поезд») было неформально дано проекту прессой и «приклеилось» к нему, скорее всего, навсегда, несмотря на то, что план развития этой системы предполагает в будущем возможное появление и подземных участков. Происходит оно от своеобразной игры слов в тайском языке: слово รถ («рот») обозначает повозку, ไฟ («фай») — огонь, а ฟ้า («фа») — небо; при этом сочетание รถไฟ («ротфай», дословно «огненная повозка») обозначает поезд, а ไฟฟ้า («файфа», дословно «небесный огонь») — электричество. Поэтому словосочетание รถไฟฟ้า («ротфайфа») может интерпретироваться и как «электрический поезд», и как «небесный поезд».
Ранее также употреблялось название «Тханайонг Скайтрейн» по названию компании Тханайонг (тайск. บริษัท ธนายง จำกัด (มหาชน)), имевшей значительную долю в BTSC.
Изначально под депо для надземного метрополитена предполагалось отдать часть территории городского парка Лумпхини, однако протесты общественности привели к тому, что оно было сооружено на территории бывшей Северной автобусной станции (Мочит) на улице Пханонйотхин.

### Начало эксплуатации
Запуск системы произведен 5 декабря 1999 года.

### Развитие
В 2018-2020 гг. произошло значительное увеличение сети, что потребовало закупки нового подвижного состава. Были закуплены 22 состава Siemens и  24 состава CRRC (Китай). Общая сумма двух контрактов составила 11 млрд. бат.

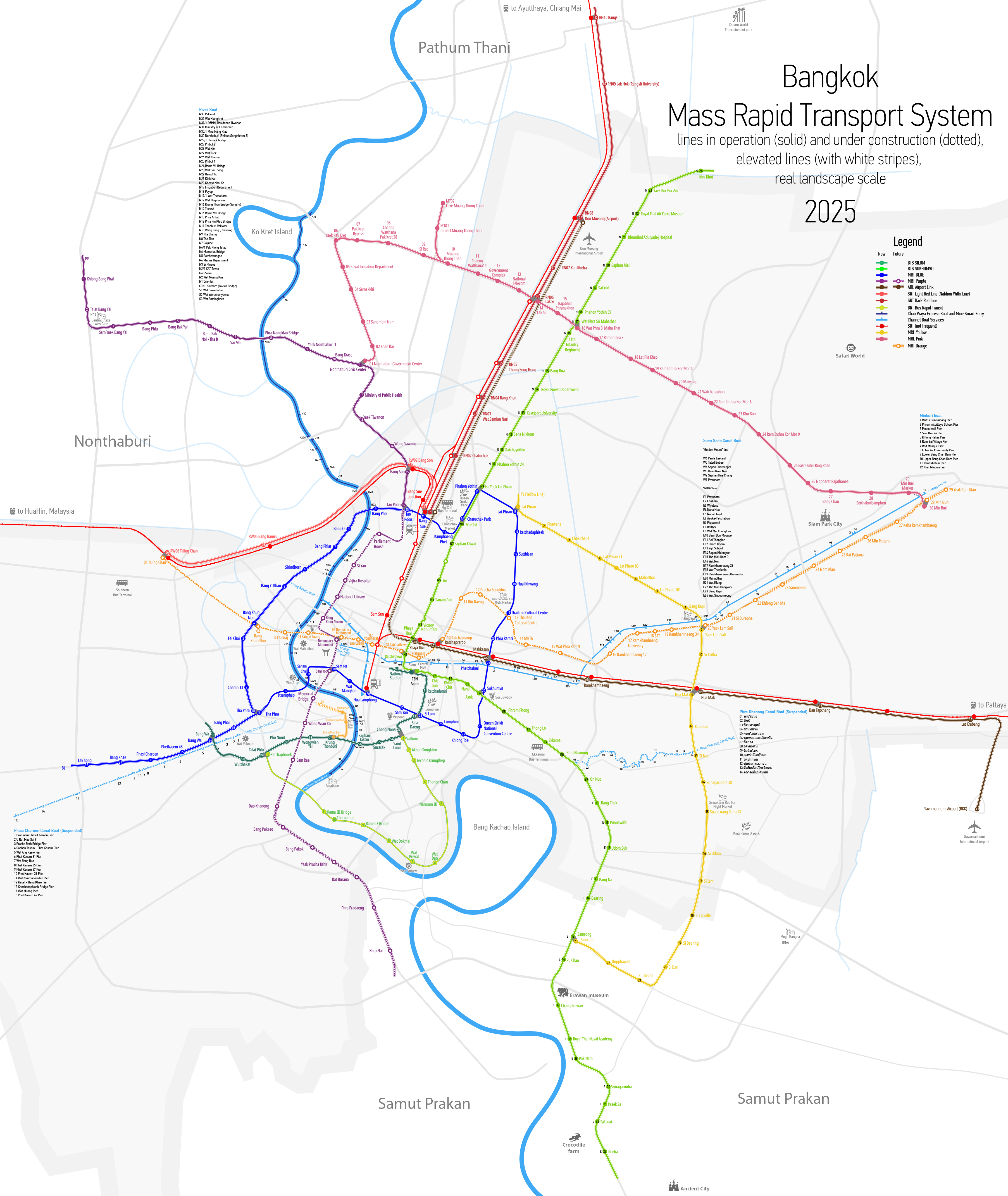
Схема метро

## Описание системы

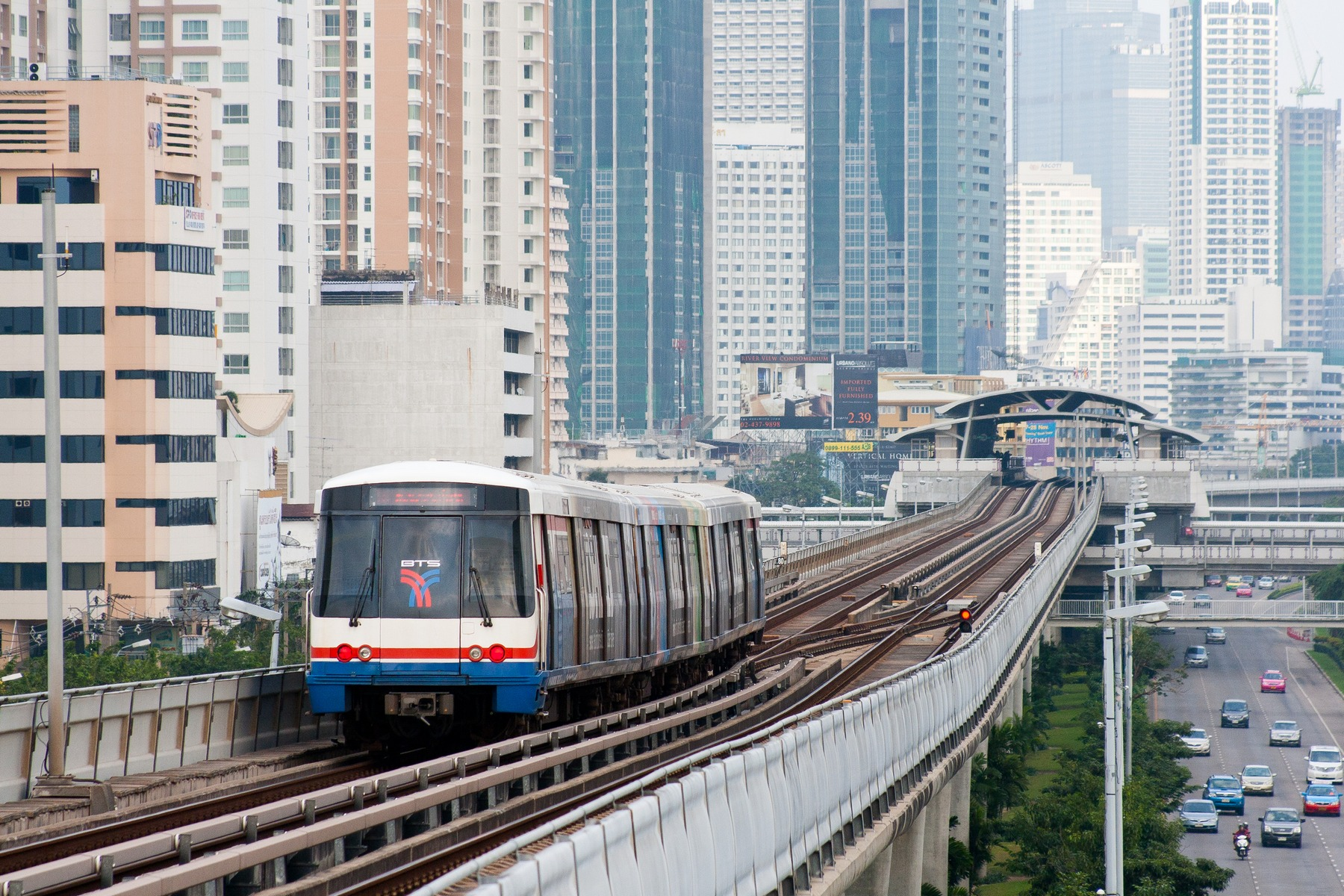

Максимальная скорость движения поездов 80 км/ч, средняя скорость сообщения 35 км/ч. В основной системе BTS две линии: "Сукхумвит" и "Силом"; линия "Gold line" и строящийся монорельс входят в систему под управлением BTSС, но из-за кардинальных отличий рассматриваются отдельно.

### Станции
Центром системы является общая для двух линий станция CS «Саям». Станция эта трёхуровневая, в нижнем уровне-конкорсе расположены кассовые пункты, в двух верхних уровнях расположены островные платформы. К каждой платформе прибывают поезда обеих линий: с южной стороны — линии Силом, с северной — линии Сукхумвит.
В системе встречаются станции с островными и боковыми платформами, с кассовым пунктом в нижнем уровне-конкорсе и платформами в верхнем, за исключением станции S6 «Сапхан Таксин», имеющей единственную платформу и один путь.
Все станции построены с расчётом на эксплуатацию 6-вагонных поездов (по состоянию на 2018 год эксплуатируются 4-вагонные поезда). 
Края платформ имеют разметку, обозначающую положение дверей поезда при остановке. Станция S6 «Сапхан Таксин» имеет разноцветное кодирование зон остановки поездов следующих в направлениях станций S8 «Вонгвьянъяй» и W1 «Национальный стадион». На многих станциях установлены автоматические платформенные ворота.
Многие станции доступны для маломобильных пассажиров. Конкорсы многих станций соединены переходными мостиками (называемыми по-английски skybridge, «скайбридж», дословно «небесный мост») с ближайшими зданиями (торговыми центрами и т. п.).
На платформах и конкорсах всех станций постоянно присутствует персонал, ответственный за безопасность. На территории метрополитена запрещается потреблять еду и напитки.

### Пассажиропоток
Первое время загрузка была меньше предполагавшейся и составляла порядка 200 000 поездок в день. Сборы едва покрывали эксплуатационные расходы, но не позволяли обслуживать займы, сделанным в период строительства. В результате этого планы по дальнейшему развитию системы оказались отсроченными. Однако в последующие годы загрузка сети устойчиво возрастала, и 9 декабря 2005 года впервые был превышен рубеж в 500 000 поездок за 1 день.
В 2022 году пассажиропоток линий BTS составил 194 380 472 чел, а в 2023 - 266 497 065 человек

### Подвижной состав
Габариты станционных платформ позволяют использовать составы до 6 вагонов. Изначально в системе использовались только 3-х вагонные поезда, и рассматривалась возможность использовать сдвоенные составы, что предусмотрено производителем подвижного состава. Впоследствии выбор был сделан в пользу переделки 3-х вагонных поездов в 4-х вагонные и закупки новых составов по 4 вагона. 

#### Siemens Modular (EMU-A1)
Используется на обеих линиях BTS. Номера поездов с 1 по 35. 

В 1999 году компания Siemens в качестве одного из членов консорциума реализовала проект надземного метрополитена, в качестве подвижного состава были привезены 35 составов «Bangkok Skytrain EMU-A» из нержавеющей стали. Масса состава — 102,5 тонны. В 2010 году были дополнительно заказаны еще 35 вагонов, чтобы превратить составы в четырехвагонные.

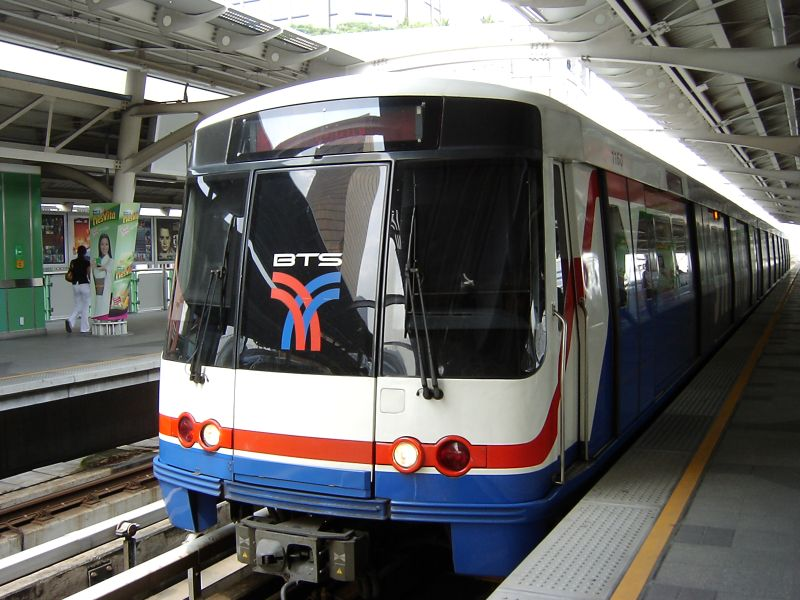
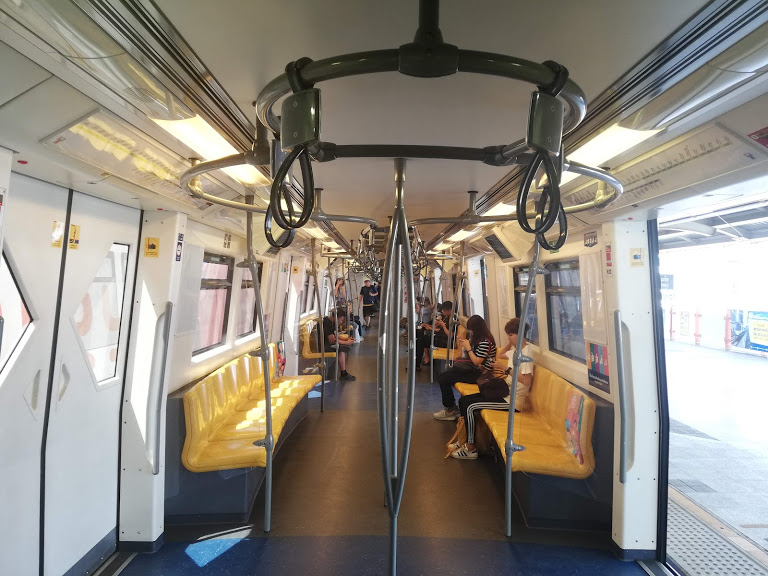

#### Siemens Inspiro (EMU-A2)
Используется на обеих линиях BTS. Номера поездов с 53 по 74. 
Поезда Siemens первого поколения были модернизированы, чтобы вместить на 10% больше пассажиров, также был изменен дизайн поручней, часть сидений были заменены на подставки для упора стоя. Заказ на изготовление 22 поездов (по 4 вагона) был размещен в мая 2016 года, производство было осуществлено консорциумом, включающим Siemens и турецкого производителя пассажирского транспорта Bozankaya. Ключевые компоненты поставлялись Siemens, а изготовление корпуса и узловая сборка производилась на заводе в Анкаре. Это проект стал первым экспортным контрактом турецкого завода по поставке вагонов метро. Вагоны изготовлены из нержавеющей стали на облегченной раме.  

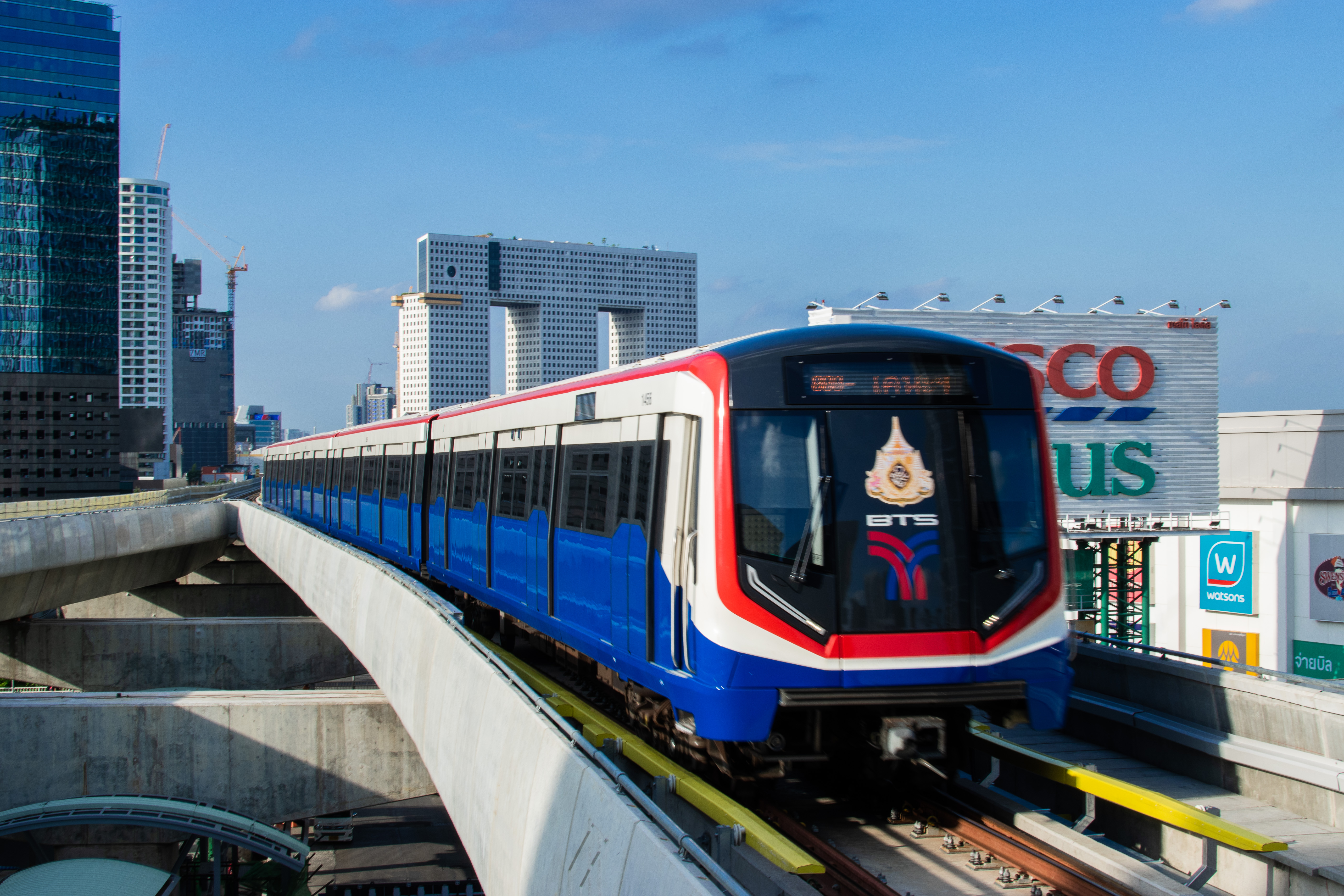
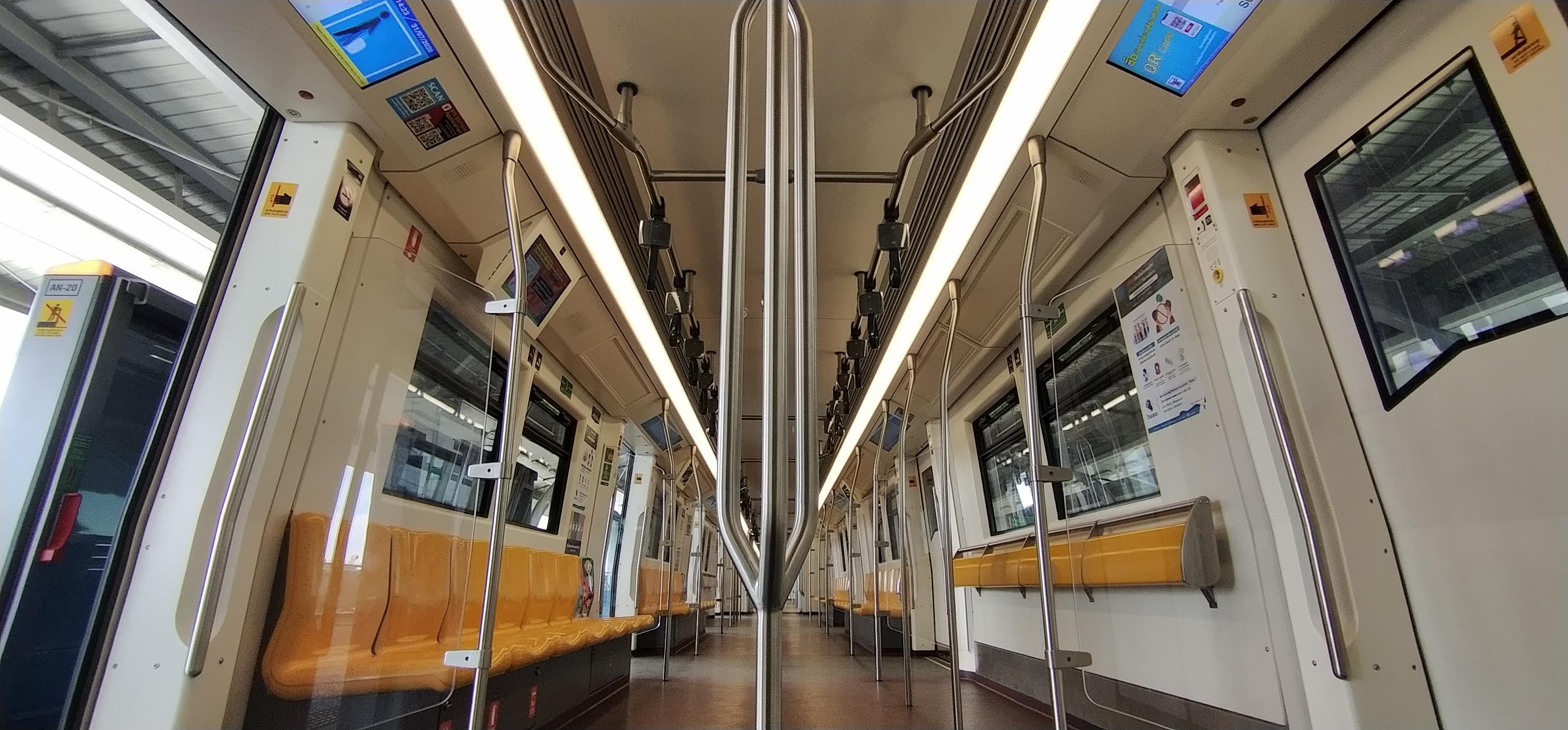

#### CRRC Changchung (EMU-B1 , EMU-B2)
17 составов (по 4 вагона) используются на обеих линиях BTS. Номера поездов с 36 по 52. 

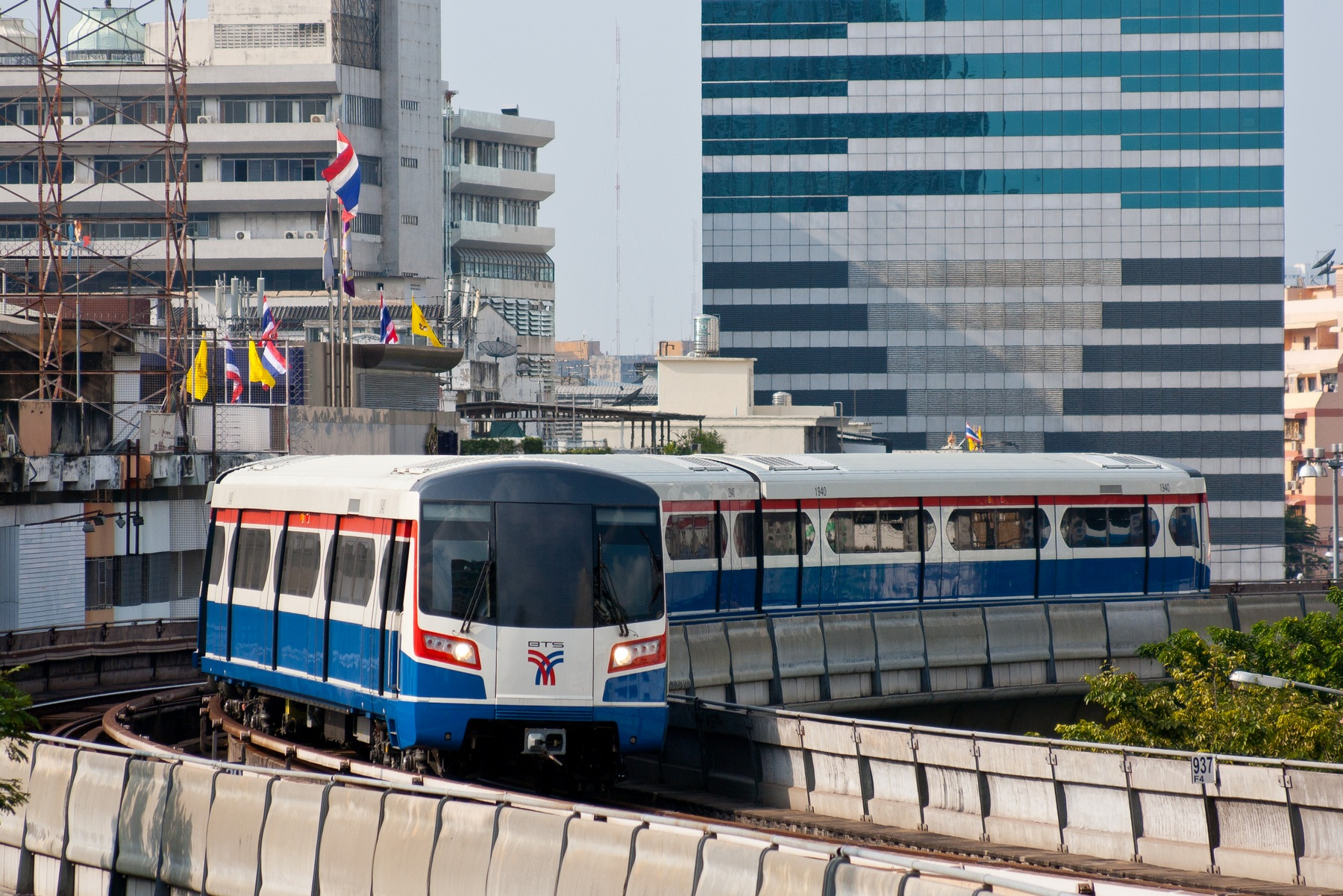
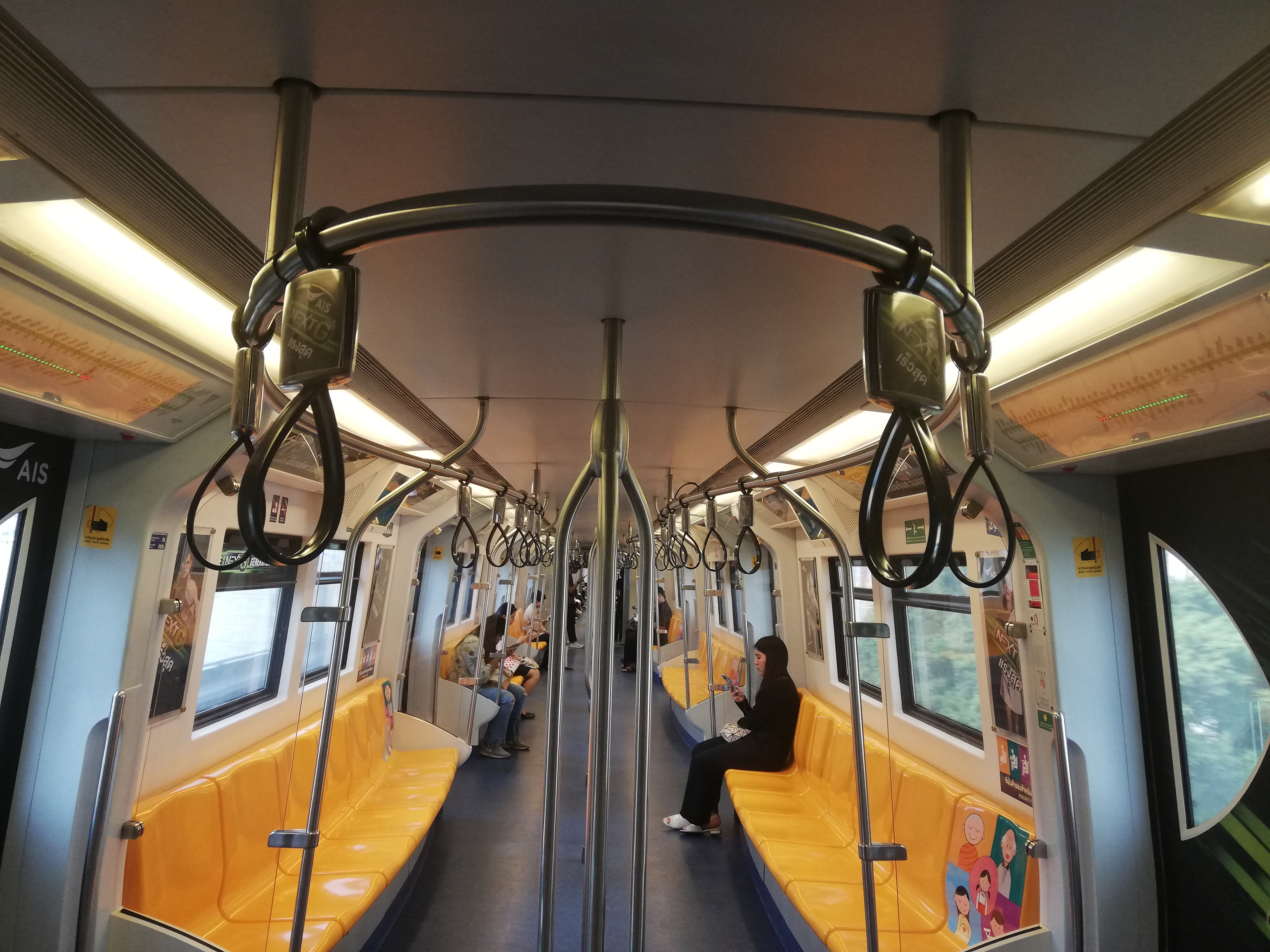

#### CRRC Changchung (EMU-B3)
24 состава (по 4 вагона) используются на обеих линиях BTS. Номера составов с 75 по 98.

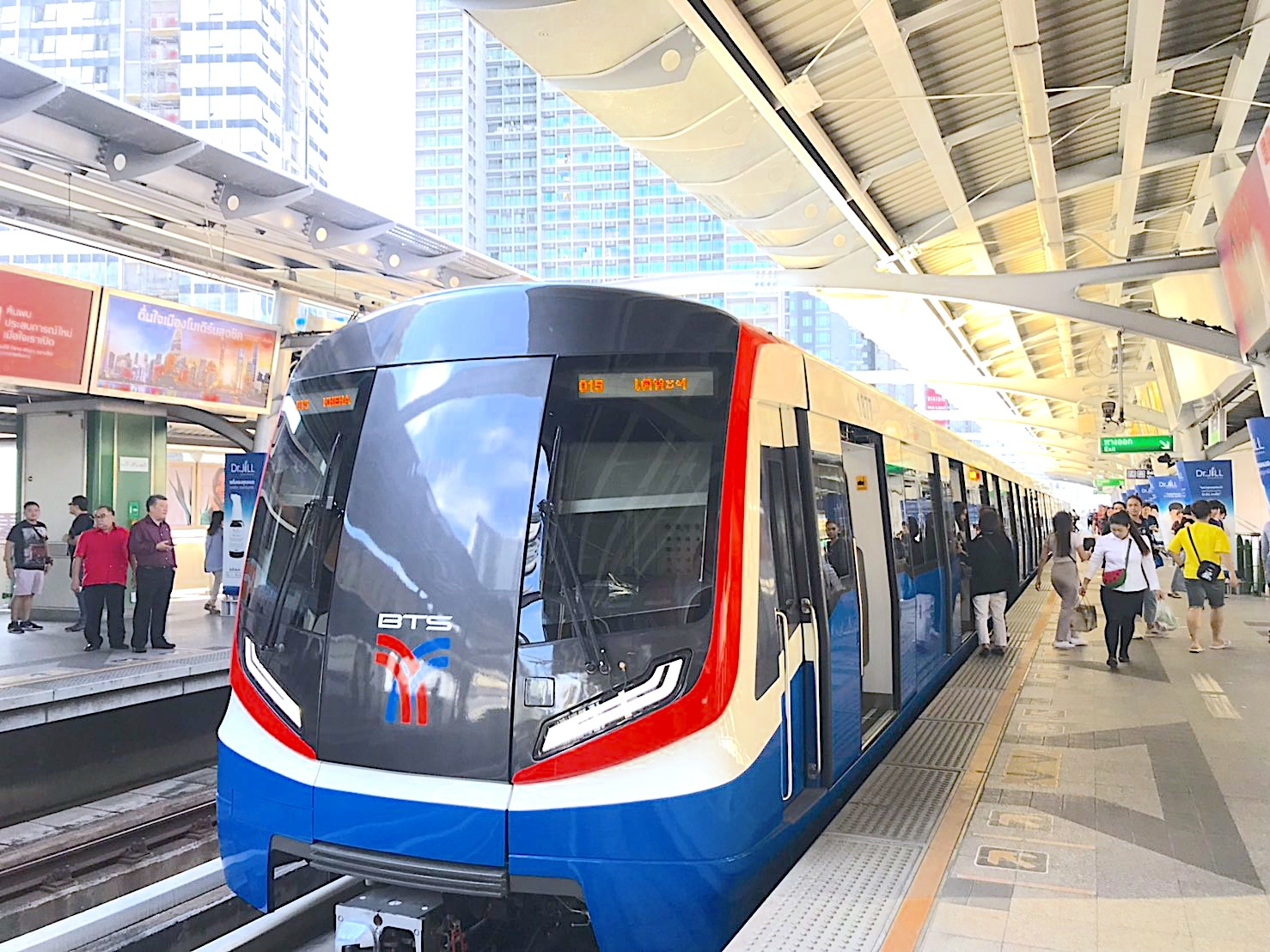
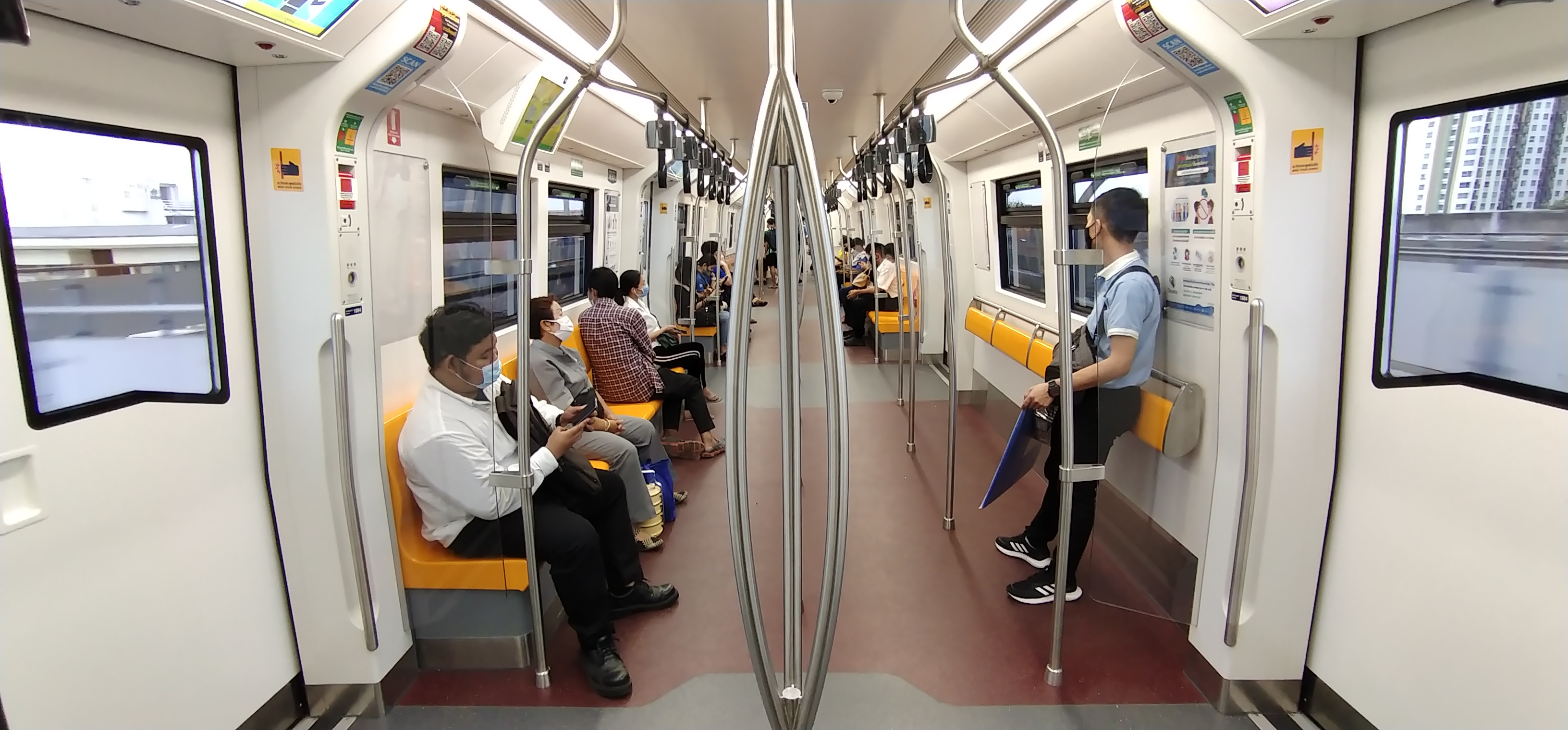

### Линии
Метрополитен состоит из трех линий общей протяжённостью 70 км с 64 станциями (две из которых двойные). Линия Сукхумвит (на схемах светло-зелёного цвета) длиной 54 км включает 47 станций. Линия Силом (на схемах тёмно-зелёного цвета) длиной 14,2 км включает 14 станций. Для удобства иностранцев все указатели содержат надписи на английском языке, а все станции системы имеют простые обозначения по регулярному географическому принципу:
- Станция «Саям» обозначается CS.
- Станции восточной части линии Сукхумвит имеют обозначения E1—E23 (от англ. East — восток) с возрастанием номеров по мере удаления от станции «Саям».
- Станции северной части линии Сукхумвит обозначаются N1—N24 (от англ. North — север), за пропуском N6 (номер оставлен для планируемой станции).
- Станция «Национальный стадион», единственная станция линии Силом, расположенная к западу от станции «Саям», обозначена W1 (от англ. West — запад).
- Станции южной части линии Силом обозначаются S1—S12 (от англ. South — юг).

Станции N9 «Хайэклатпхрау», N8 «Мочит», E4 «Асок» и S2 «Сала Дэнг» расположены вблизи станций подземного метрополитена, что позволяет делать пересадки. Станция S6 «Сапхан Таксин» расположена рядом с пирсом «Сатхон», где можно пересесть на линию речного городского транспорта по реке Чаупхрая.

### Тарифы

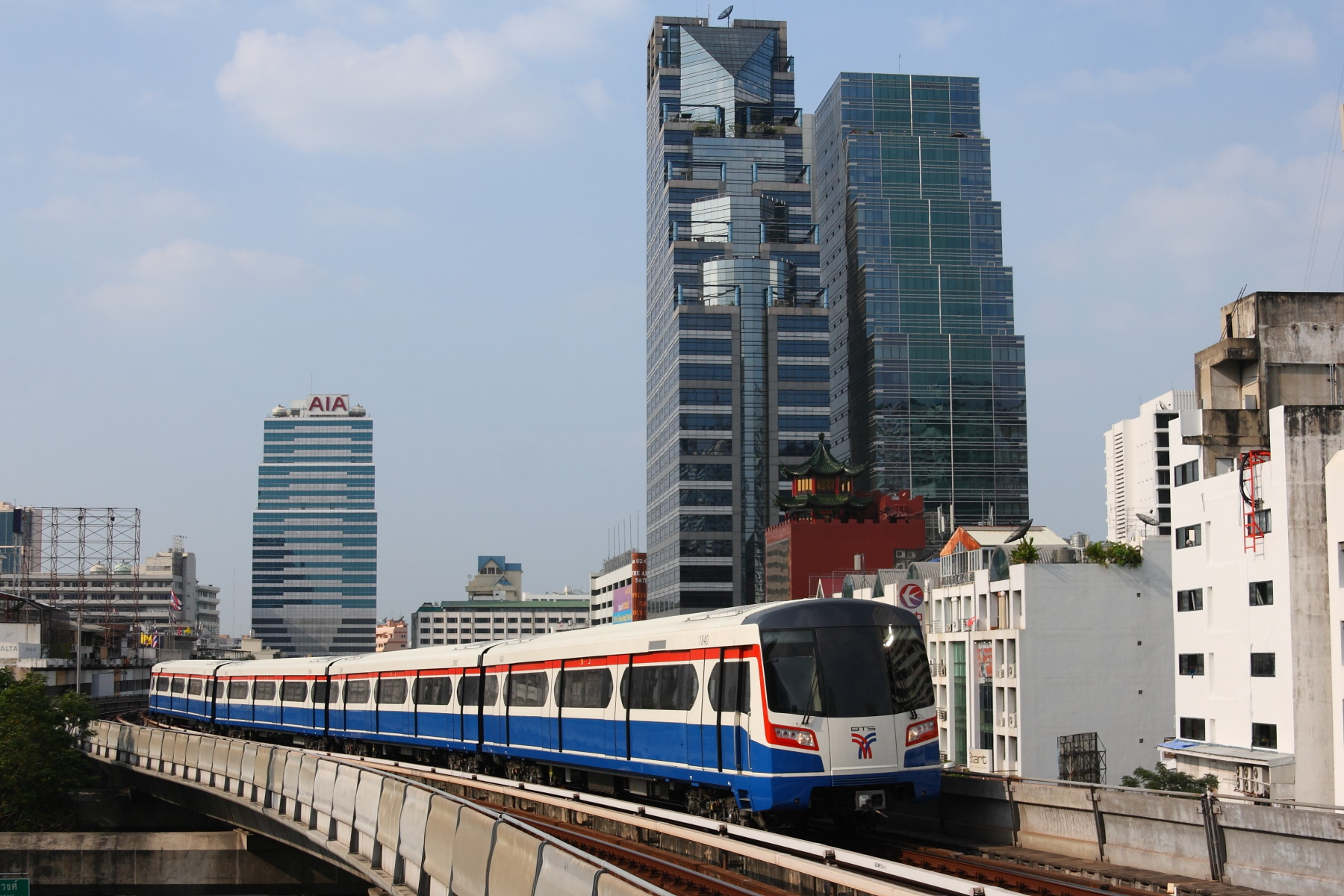

Тарифная система надземного метрополитена  не увязана с тарифными системами остального транспорта города.
С 16 декабря 2020 года введена тарифная сетка (актуальная и в середине 2022 года), учитывающая новые станции. Стоимость проезда не изменилась по сравнению с 2017 годом:
- В центральном ядре системы (линия  BTS  - станции W1 - S8,  BTS   - станции N8 - E9) стоимость проезда зависит от количества преодоленных перегонов (несуществующая станция N6 тоже учитывается в расчете цены): 1 станция - 16฿., 2 станции - 23฿., 3 станции - 26฿., 4 станции - 30฿., 5 станций - 33฿., 6 станций - 37฿., 7 станций - 40฿., 8 станций - 44฿.
- Стоимость проезда по сегменту, включающему два отдельных участка:  BTS  E9-E14,  BTS  S8-S12 - фиксированная, составляет 15 бат. Эта сумма добавляется к стоимости проезда по центральному ядру.
- Стоимость проезда по сегменту  AGT  G1-G3 - фиксированная, составляет 15 бат. Билет оплачивается отдельно, пересадка осуществляется через отдельные турникеты.
- Проезд по сегментам   BTS  E14-E23 и  BTS  N8-N24 - бесплатный.

Странности ценообразования обусловлены тем, что хоть все линии BTS и обслуживаются одной компанией, но доходы от продажи билетов в ядре системы (Core Network) с апреля 2013 года получает инвестиционный фонд BTSGIF, а на отрезках пути E10-E15 или S9-S12 компания BTSC.
- постоянные пользователи могли пользоваться карточкой-электронным кошельком Sky SmartPass (выпускался до середины 2012 года), ныне многофункциональной карточкой RabbitCard;
- стоимость однодневного билета 140 батов.[9]

- до второй половины 2021 года действовали проездные на заданное число поездок без ограничения расстояния в центральном ядре системы, действительные в течение 30 дней:[9]

| Число поездок | Для студентов (Student SmartPass) | Для остальных (Adult SmartPass) |
| ------------- | --------------------------------- | ------------------------------- |
| 15            | 360 батов                         | 465 батов                       |
| 25            | 550 батов                         | 725 батов                       |
| 40            | 800 батов                         | 1080 батов                      |
| 50            | 950 батов                         | 1300 батов                      |

После входа в платную зону покинуть её надо в течение 120 минут; в противном случае взимается штраф в размере максимального тарифа одиночной поездки. Планируется внедрение бесконтактных способов оплаты, унифицированных с подземным метрополитеном.